# WDJ0914+1914
WDJ0914+1914 là một sao lùn trắng nằm cách Trái Đất 2.040 năm ánh sáng về phía chòm sao Cự Giải, là sao lùn trắng đầu tiên được phát hiện có một hành tinh khí khổng lồ xoay quanh, là sản phẩm tích tụ từ một đĩa khí hydro, oxy và lưu huỳnh. 

## Mô tả
Kết quả nghiên cứu của các nhà thiên văn học từ Anh, Chile và Đức đã xác nhận WDJ0914+1914 là một sao lùn trắng nóng, với nhiệt độ bề mặt khoảng 27.750 độ kelvin, khối lượng vào khoảng 0,56 lần khối lượng Mặt Trời, bán kính 0,015 bán kính Mặt Trời. Các quan sát ban đầu từ Trạm quan sát bầu trời bằng kỹ thuật số Sloan trong vạch quang phổ H-alpha cho thấy WDJ0914+1914 có ánh sáng biến thiên Sau đó, kiểm tra kỹ hơn, các nhà khoa học phát hiện ra các vạch oxy và lưu huỳnh trong quang phổ SDSS cũng như các vạch quang phổ khác bổ sung từ thiết bị X-SHOOTER của kính thiên văn VLT.
Các mảnh vụn và bụi vũ trụ trong các đĩa sao quanh sao lùn trắng đã từng được quan sát thấy nhưng trước đây chúng đều nguồn gốc từ các hành tinh đá, chịu chi phối bởi các vạch calci và các nhà khoa học chưa lần nào quan sát thấy chúng xuất hiện với vạch H-alpha. Nhóm nghiên cứu cũng loại bỏ khả năng đĩa sao được hình thành từ sự bồi đắp của một ngôi sao đồng hành hoặc một sao lùn nâu. Kích thước của đĩa bụi khí xung quanh WDJ0914+1914 được xác định bằng sự đo các dải phát xạ thông qua hiệu ứng Doppler cho thấy kích thước khá lớn của đĩa này, khoảng 1-10 lần bán kính Mặt Trời, cũng loại trừ khả năng nó có thể là kết quả một hành tinh nhỏ bị phá vỡ do lực hấp dẫn khi khoảng cách nhỏ hơn Giới hạn Roche. Lời giải thích hợp lý nhất là một hành tinh khổng lồ bộc hơi dưới ảnh hưởng của tia tử ngoại phát ra từ WDJ0914+1914. Hành tinh này được dự đoán quay theo qũy đạo có bán kính bằng khoảng 15 lần bán kính Mặt Trời với chu kỳ khoảng 10 ngày. Thành phần của vật liệu bồi đắp tương tự với các lớp sâu hơn trong các hành tinh băng khổng lồ của hệ Mặt Trời. Cùng với quá trình tiến hóa của sao chủ, hành tinh này được dự đoán sẽ mất đi khoảng 0,04 khối lượng sao Hải Vương. Hành tinh này hiện có kích thước được dự đoán là lớn hơn sao chủ WDJ0914+1914 từ 2 đến 4 lần.
| Thiên thể đồng hành (thứ tự từ ngôi sao ra) | Khối lượng | Bán trục lớn (AU) | Chu kỳ quỹ đạo (day) | Độ lệch tâm | Độ nghiêng | Bán kính |
| ------------------------------------------- | ---------- | ----------------- | -------------------- | ----------- | ---------- | -------- |
| b                                           | —          | —                 | —                    | —           | —          | —        |